# 7829 Яроф
7829 Яроф (7829 Jaroff) — астероїд головного поясу, відкритий 21 листопада 1992 року.
Тіссеранів параметр щодо Юпітера — 3,828.